# 2010-es kanadai labdarúgókupa
A 2010-es kanadai labdarúgókupa (angolul: Canadian Championship) volt a kanadai labdarúgókupa 3. szezonja. A sorozat 2010. április 28-án kezdődött és június 2-án ért véget. A címvédő a Toronto volt. A trófeát újra a Toronto csapata szerezte meg, a kupa története során második alkalommal.

## Tabella
| Hely. | Csapat              | M | Gy | D | V | G+ | G– | Gk | P | Továbbjutás vagy kiesés |     | TOR | VAW | MON |
| ----- | ------------------- | - | -- | - | - | -- | -- | -- | - | ----------------------- | --- | --- | --- | --- |
| 1.    | Toronto             | 4 | 2  | 2 | 0 | 3  | 0  | +3 | 8 | A kupa győztese         |     | —   | 0–0 | 2–0 |
| 2.    | Vancouver Whitecaps | 4 | 0  | 4 | 0 | 2  | 2  | 0  | 4 |                         |     | 0–0 | —   | 1–1 |
| 3.    | Montréal            | 4 | 0  | 2 | 2 | 2  | 5  | −3 | 2 |                         | 0–1 | 1–1 | —   |     |